# تشارلز ر. باكستر
تشارلز ر. باكستر (بالإنجليزية: Charles Rufus Baxter)‏ هو طبيب أمريكي، ولد في 4 نوفمبر 1929 في باريس في الولايات المتحدة، وتوفي في 10 مارس 2005 في دالاس في الولايات المتحدة بسبب ذات الرئة.